# Пејџланд (Јужна Каролина)
Пејџланд (енгл. Pageland) град је у америчкој савезној држави Јужна Каролина.

## Демографија
По попису из 2010. године број становника је 2.760, што је 239 (9,5%) становника више него 2000. године.
| Група             | 2000.         | 2010.         |
| Белци             | 1.335 (53,0%) | 1.394 (50,5%) |
| Афроамериканци    | 903 (35,8%)   | 909 (32,9%)   |
| Азијати           | 25 (1,0%)     | 18 (0,7%)     |
| Хиспаноамериканци | 221 (8,8%)    | 385 (13,9%)   |
| Укупно            | 2.521         | 2.760         |